# Rio Crăciuneasa
O Rio Crăciuneasa é um rio da Romênia, afluente do Râul Mare, localizado no distrito de Sibiu.